# (7108) Нефёдов
(7108) Нефёдов (лат. Nefedov) — типичный астероид главного пояса, открыт 2 сентября 1981 года советским астрономом Николаем Черных в Крымской астрофизической обсерватории и 5 октября 1998 года назван в честь химика Олега Нефёдова.

## Обнаружение и именование
(7108) Нефёдов
Открыт 2 сентября 1981 года в Крымской астрофизической обсерватории Н. С. Черных.
Назван в честь Олега Матвеевича Нефёдова (р. 1931) — вице-президента Российской академии наук и председателя Национального комитета химиков России. Выдающийся учёный в области физической, синтетической и технической органической химии, он наиболее известен своими фундаментальными исследованиями высокореактивных промежуточных соединений и малых циклов. Название предложено первооткрывателем по представлению Института прикладной астрономии.
Оригинальный текст (англ.)7108 Nefedov
Discovered 1981 Sept. 2 by N. S. Chernykh at the Crimean Astrophysical Observatory.
Named in honor of Oleg Matveevich Nefedov (b. 1931), vice president of the Russian Academy of Sciences and chairman of the National Committee of Russian chemists. An outstanding scientist in the field of physical, synthetic and technical organic chemistry, he is best known for his fundamental research on highly reactive intermediates and small cycles. Name proposed by the discoverer following a suggestion by the Institute of Applied Astronomy.
Источники: 19981005/MPCPages.arc; M.P.C. 32789.

## Физические характеристики
Астероид относится к таксономическому классу C.
По результатам наблюдений в видимом и ближнем инфракрасном диапазоне космического телескопа NEOWISE и наблюдений в инфракрасном диапазоне спутника Akari диаметр астероида сначала оценивался равным 10,390±0,287 км, позже — 7,34±0,98 км и 9,860±0,313 км. Согласно тем же источникам альбедо оценивается как 0,1032±0,0103, 0,207±0,056 и 0,115±0,023.